# Spanska sjukan

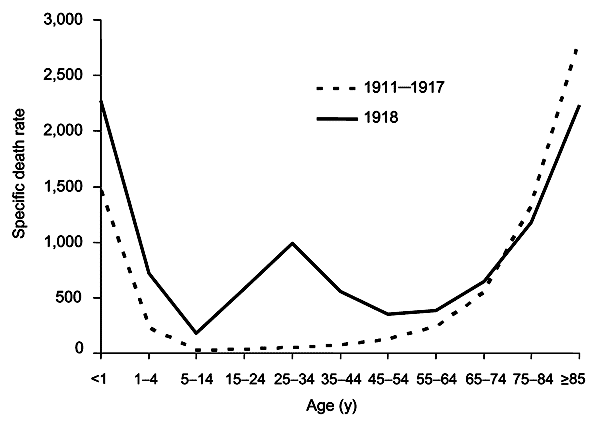
Skillnaden i åldersstruktur för dödligheten i 1918 års epidemi och vanliga epidemier i USA. Döda per 100 000 personer i varje åldersgrupp. Streckad linje för åren 1911–1917 och heldragen linje för 1918.

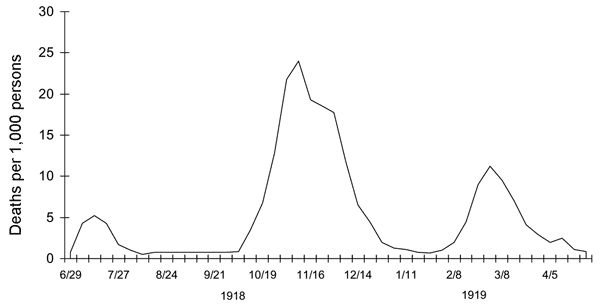
Tre pandemivågor: veckovis kombinerad dödlighet från influensa och lunginflammation, Storbritannien, 1918–1919

Spanska sjukan, också kallad spanskan, var en ovanligt svår och dödlig form av influensa som spreds över hela världen i slutet av och strax efter första världskriget. Dess ursprung är okänt. De flesta dödsoffren var unga vuxna, vilka i övrigt var vid god hälsa. I normala influensaepidemier är det i stället barn, gamla och personer med försvagat immunförsvar som drabbas hårdast.
Pandemin varade mellan mars 1918 och juni 1920 och nådde såväl Arktis som avlägsna öar i Stilla havet. Mellan 50 och 100 miljoner människor dog, vilket gör spanska sjukan till den pandemi som skördat flest liv i mänsklighetens historia på så kort tid. Antalet döda motsvarar 3–6 procent av världsbefolkningen, som då bestod av 1,6 miljarder människor.
Uppskattningsvis infekterades 500 miljoner, vilket motsvarade ungefär en tredjedel av alla den tidens människor. Den globala dödligheten är inte känd men uppskattas till mellan 10 och 20 procent av dem som blev infekterade, vilket kan jämföras med normala influensaepidemier där högst 0,1 procent dör och covid-19 som uppvisat en dödlighet på ca 0,4 procent av de bekräftade fallen (feb 2021).

## Pandemin
Spanska sjukan hade tre olika influensavågor. Den första vågen började i mars eller april 1918 och spreds över världen i samma takt som en vanlig säsongsinfluensa. Åtminstone USA, Frankrike, England och Tyskland drabbades tidigt, i maj följda av bland andra Spanien, Italien, Skottland, Grekland, Egypten och Balkan. I juni fanns rapporter från England, Tyskland, Schweiz, Österrike och Norge. Influensavågen liknade en vanlig säsongsinfluensa där symptomen var milda, dödligheten låg och de som dog var oftast väldigt gamla eller väldigt unga.
I augusti kom den våldsamma och förödande andra vågen, vilket är en ovanlig tidpunkt för en influensaepidemi. Dödligheten var hög (5–25 gånger högre än normalt) och drabbade i ovanligt hög grad personer i åldersgruppen 20–40 år. Drygt hälften av dödsfallen inträffade i denna åldersgrupp. Denna andra våg spreds i ovanligt hög hastighet över världen. Kulmen nåddes på de flesta håll i oktober 1918.
Pandemin mattades av kring årsskiftet, men tog sedan ny fart i en tredje våg i början av 1919. Återigen drabbades åldersgruppen 20–40 år mest, även om dödstalen inte kom i närheten av den andra vågens. Efter dessa tre huvudvågor förekom spridda utbrott här och var, bland annat i Sverige våren 1920.
De tre influensavågorna kom med ovanligt korta mellanrum. Alla uppstod inom cirka ett år, och man vet inte exakt hur virusstammarna i de tre vågorna var besläktade. Pandemin uppträdde nästan samtidigt i Europa, Asien och Nordamerika, och de speciella förhållandena under första världskriget med truppförflyttningar och stora militära anhopningar kan ha bidragit till att influensan spreds hastigt och med stor kraft.

## Sverige

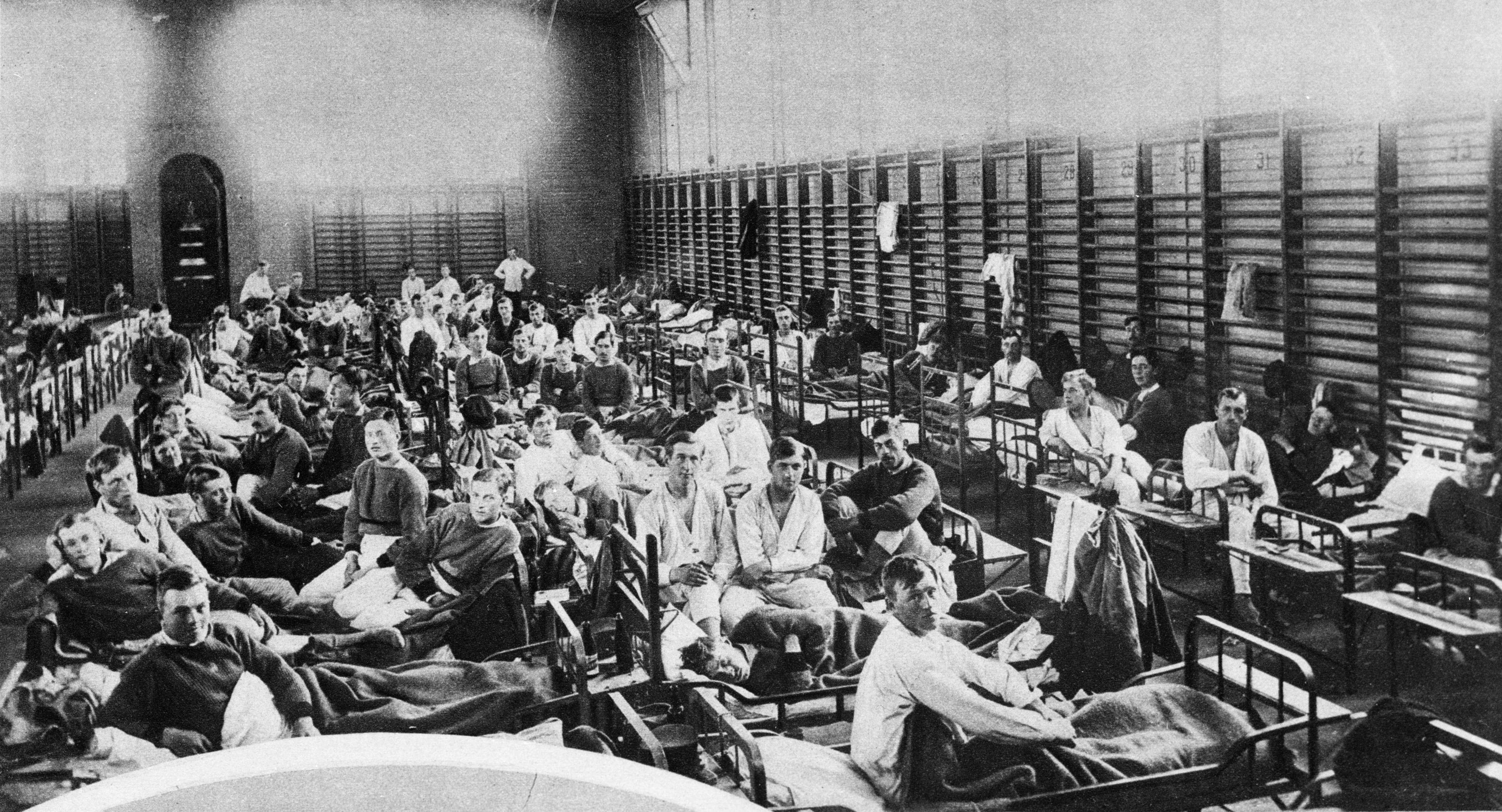
Insjuknade i spanska sjukan vid regemente i Boden, 1918.

I Sverige, vars befolkning vid den här tidpunkten bestod av knappt 6 miljoner människor, dog 37 573 personer i spanska sjukan under åren 1918–1920 enligt den officiella statistiken. Till det ska läggas ytterligare något tusental där dödsorsaken sannolikt var influensa. Då den svenska epidemin kulminerade under oktober och november 1918 hade det månadsvisa dödstalet (omräknat till årsbasis) stigit från det normala på ungefär 15 per 1 000 invånare till 35 per 1 000. Spanska sjukan dödade ungefär 2 procent av de diagnosticerade fallen i Sverige. I Malmö dog 725 personer. Hårdast drabbat var Norrland, främst inlandet, där till exempel Jämtlands län var det län som hade högst andel döda och Arjeplogs kommun hade den största andelen döda i Sverige med cirka 3 procent av kommuninvånarna.

## Viruset
Det var länge okänt vilket virus som låg bakom pandemin. År 1997 hämtade den i Stockholm födde patologen Johan Hultin prover innehållande välbehållna virus från lungvävnaden i en kvinna som dog 1918. Hennes kropp hade bevarats i permafrosten i Alaska. Proverna skickades till ett forskarlag i USA, lett av Jeffery Taubenberger, som lyckades isolera viruset i ett av Hultins prover. Forskarlaget lyckades också hitta virus i arkiverade prover från två amerikanska soldater som dött 1918. Undersökningar av viruset och dess effekter har så småningom lett till att man rätt väl känner till varför det var så exceptionellt dödligt.
År 2005 publicerades virusets fullständiga genuppsättning i Nature och Science.
Undersökningar av virusets hölje har visat att det är ett influensavirus typ A av subtypen H1N1. Under 2009 skedde ytterligare ett pandemiutbrott av viruset A(H1N1), se H1N1-utbrottet 2009.

## Orsak
Det är troligt att viruset var så nytt eller förändrat att väldigt få hade någon immunitet mot det.
De vanliga säsongsinfluensor som årligen sprids över världen i dag angriper främst de övre luftvägarna. Spanska sjukan hade däremot förmågan att nå lungorna och orsaka stora skador där, vilket kunde vara dödligt i sig, men också öppnade för sekundära infektioner, främst lunginflammation.
Att spanska sjukan främst drabbade unga och friska vuxna bidrog till att så många dog[förklaring behövs]. Bristen på vaccin och läkemedel blev en stor faktor. I Sverige drabbades Norrlands inland hårt på grund av bristande kommunikationer och brist på sjukvårdsresurser. Det är också möjligt att immuniteten var särskilt låg i dessa relativt isolerade delar av landet. Det faktum att ingen var beredd på den stora dödligheten gjorde också att folket till en början oroade sig lika lite som man gjort tidigare vid influensaepidemier. I Arjeplog var bristen på sjukvårdsresurser en stor faktor eftersom det saknades läkare och influensan dessutom drabbade kommunen med stor kraft på kort tid. Sjukdomen fick ordentligt fäste i samband med vintermarknaden i februari 1920, en stor social händelse då i princip samtliga hushåll i kommunen fanns representerade.

## Sjukdomsmekanism
De flesta som dog avled på grund av bakteriell lunginflammation som fick fäste eftersom viruseffekter förstört epitelet i bronker och lungor. Unikt för spanska sjukan var dock den relativt stora andel som dog av direkta viruseffekter i lungorna, vilka orsakade lungödem och blödningar i lungvävnaden, svår bronkiolit och alveolit. Dessa allvarliga lungförändringar kunde leda till döden redan fyra dagar efter insjuknandet. De flesta dödsfallen skedde 6–11 dagar efter insjuknandet.
Forskning har visat att spanska sjukan gav upphov till en överreaktion hos immunförsvaret. Influensan aktiverade gener som är kopplade till apoptos (programmerad celldöd), vilket i vanliga fall är ett effektivt försvar för att upphäva infektioner. I detta fall kunde celldöden bli så omfattande att stora delar av lungornas epitel förstördes, vilket kunde bli fatalt i sig självt men framför allt öppnade för fatal bakteriell lunginflammation. Detta kan förklara att man observerat att det var främst friska människor som blev hårdast drabbade, inte gamla och småbarn, eftersom ett starkt immunförsvar i detta fall ledde till en kraftigare överreaktion och mer omfattande skador i lungorna.

## Namn
Influensan uppstod inte i Spanien, men det var det land där den först fick stor pressbevakning. Landet var neutralt, medan de krigförande länderna blockerade mycket av rapporteringen i medierna om influensan för att inte skada stridsmoralen bland vanligt folk, och därför kom Spanien att framstå som epidemins centrum. Sjukdomen fanns till exempel i Frankrike, Storbritannien och Tyskland innan den nådde Spanien, men dessa länder deltog i första världskriget (liksom ex Portugal) och därför rådde censur.

## Följder
Stanley Cup-finalerna 1919 mellan Montreal Canadiens och Seattle Metropolitans ställdes in efter att flera av spelarna insjuknat, och båda lagen delade på titeln.

## Eftermäle
För en så omfattande händelse, har spanska sjukan lämnat förvånansvärt få spår i populärkulturen. Många romaner, dikter och sånger handlar om första världskriget, men nästan inga om spanska sjukan. Ett undantag är Mrs Dalloway (1925) av Virginia Woolf, som utspelar sig i juni 1923 och där huvudpersonen Clarissa lider av sviterna efter spanska sjukan, något som även gällde Woolf själv. Bland svenska författare har Birger Sjöberg (Birger Sjöberg-sällskapets årsbok 1971) och Eyvind Johnson (Romanen om Olof, del 5) haft egna erfarenheter av sjukdomen. Åke Lundgren har författat en romanserie i två delar (Spanskans år, 1989 och Storspovens sång, 1991) om spanska sjukans härjningar i Arjeplog. En genomgång av spanska sjukan i litteraturen är Elizabeth Outka, Viral Modernism: The Influenza Pandemic and Interwar Literature (2019).
Den BBC-producerade dramadokumentären Spanish Flu - The Forgotten Fallen (Spanska sjukan 2009) berättar om läkaren och hälsovårdschefen James Niven, spelad av Bill Paterson. Genom Nivens åtgärder mot smittspridning räddades många liv i Manchester. Av stadens 1 miljon innevånare dog cirka 2 500, vilket motsvarar cirka 0,25 % dödlighet, jämfört med genomsnittliga 2,5 %.

## Kända svenskar som avlidit av spanska sjukan
- Per Håkansson (fabrikör)
- Prins Erik, hertig av Västmanland
- Eric Lemming (i sviterna)
- Harald Fryklöf (tonsättare och organist)
- Sigurd von Koch (tonsättare och musikkritiker)